# 约莱赫特梅
约莱赫特梅，是爱沙尼亚西北部哈尔尤县的一个乡村型市镇。总面积211平方公里。2021年时人口数量为6,662人，人口密度31.5人/平方公里。行政中心位于约莱赫特梅村。

## 行政区划
约莱赫特梅市镇辖有两个小镇和34村庄。